# تيودور مونو
تيودور مونو (بالفرنسية: Théodore Monod)‏ (روان، 9 أبريل 1902 - فرساي، 22 نوفمبر 2000)، عالم طبيعة فرنسي، مستكشف، وباحث إنساني.
مكتشف تكوين قلب الريشات كما يطلق عليه السكان المحليون. كان تيودور على رأس مجموعة من الباحثين الذي يدرسون الجيولوجيا الطبيعية لموريتانيا. عندما علم بهذا التكوين الصخري، سارع إلى مكانه وأخذ منه بعض العينات من الصخور. عند فحصها أكد أنه بركان جاثم منذ 90 مليون سنة. يعتبر تكوين الريشات من أهم المعالم الطبيعية في موريتانيا بشكل خاص وفي أفريقيا بشكل عام.